# It’s Nothing Personal
It’s Nothing Personal (conocida en España como Cazarrecompensas) es una película del género drama de 1993, dirigida por Bradford May, escrita por Lee Rose, en la fotografía estuvo Sandi Sissel y los protagonistas son Xander Berkeley, Claire Bloom y Veronica Cartwright, entre otros. El filme fue realizado por Lee Rich Company y Papazian-Hirsch Entertainment International, se estrenó el 1 de febrero de 1993.

## Sinopsis
Una ex policía de Los Ángeles se asocia con un cazarrecompensas para encontrar a un hombre que se encuentra libre bajo fianza.